# Auxiliar de necrópsia
O auxiliar de necrópsia ou necropsista  é o profissional da área da medicina legal, que coopera em uma autópsia ou necropsia, contribuindo na investigação da causa mortis de uma pessoa, sendo também muito encontrado em hospitais e funerárias.
O auxiliar de necropsia tem as atribuições adiante listadas, sem prejuízo de outras 
tarefas análogas que possam ser determinadas: 
- Identificação de cadáver; 
- Manuseio de cadáver para possibilitar a observação de lesões externas; 
- Execução e acompanhamento de exumações; 
-Observação de lesões internas no cadáver; 
- Colheitas de amostras viscerais para exames de laboratório; 
- Limpeza de instrumentos utilizados nas necropsias; 
- Recolhimento de ossadas, restos putrefados e cadáveres inteiros para atender 
exigências legais; 
- Limpeza de ossos; 